# 埃爾蘭喬 (加利福尼亞州)
埃爾蘭喬（英語：El Rancho）是位於美國加利福尼亞州圖萊里縣的一個人口普查指定地區。

## 地理
埃爾蘭喬的座標為36°13′14″N 119°04′08″W / 36.22056°N 119.06889°W，而該地最高點為海拔高度119米（即390英尺）。

## 人口
根據2010年美國人口普查的數據，埃爾蘭喬的面積為0.187平方千米，當中陸地面積為0.187平方千米，而水域面積為0.000平方千米。當地共有人口124人，而人口密度為每平方千米663人。